# Ley Acilia de intercalando
Lex Acilia de intercalando fue una ley establecida en la antigua Roma en el año 191 a. C.

## Contenido
resentada por el cónsul Manio Acilio Glabrión, probablemente esta ley autorizó a la pontífices para decretar un período para intercalar con el fin de evitar la deriva en la temporada pre calendario Juliano lunar. Si bien el historiador Fulvio afirma que esta ley fue el primer ejemplo de intercalación en la historia romana, el historiador Marco Terencio Varrón cita casos tan tempranos como en el siglo V a. C. Se afirma también que la decemviri fueron los primeros en intercalar, una práctica que podían haber aprendido de los etruscos. 